# Aplonis brunneicapillus
Estorninho-d'olho-branco ou estorninho-de-olho-branco (Aplonis brunneicapillus) é uma espécie de ave da família Sturnidae.
Pode ser encontrada nos seguintes países: Papua-Nova Guiné e Ilhas Salomão.
Os seus habitats naturais são: florestas subtropicais ou tropicais húmidas de baixa altitude e pântanos subtropicais ou tropicais.
Está ameaçada por perda de habitat.